# Lactobacillus acidophilus
Lactobacillus acidophilus (noto anche come bacillo di Döderlein dal nome del suo scopritore) è un batterio Gram-positivo, non sporigeno, catalasi negativo e microaerofilo. È in grado di produrre acido lattico come maggior prodotto della fermentazione del glucosio. Ha notevoli effetti benefici per l'uomo, quali la produzione di composti inibitori della crescita di altri microrganismi patogeni e l'eliminazione delle tossine prodotte da batteri proteolitici.

## Descrizione
È necessario per sintetizzare la vitamina B nel colon (intestino crasso). I batteri lattici, in generale, tengono sotto controllo i batteri della putrefazione del latte.
Il trattamento termico di pastorizzazione del latte contribuisce ad abbattere la carica microbica di questo batterio. Per questo motivo alcuni produttori aggiungono successivamente preparati probiotici contenenti batteri appartenenti ai generi Bifidobacterium e Lactobacillus al latte, al fine di avere prodotti in grado di apportare effetti benefici al consumatore come il Kefir o prodotti con differenti nomi commerciali di proprietà del produttore.
Si trova, come altri lattobacilli, nelle culture starter per le preparazioni industriali del pane con panificazione a pasta acida.
Il lactobacillus acidophilus tra i vari mammiferi è distinto in 6 differenti gruppi in base all'omologia di DNA: A1, A2, A3, A4, B1, B2.
Non esiste un solo genere di acidophilus utile per tutte le specie del regno animale, ma sono ben distinte e solo un ceppo specifico può generare una situazione di eubiosi con l'ospite.
Assumendo latte umano della madre, i lactobacilli utili con vera azione probiotica attecchiscono alle pareti intestinali e prolificano per generazioni, cosa impossibile con qualsiasi altro genere di latte. Sono pochi i batteri e lattobacilli utili all'uomo, ma è anche vero che i batteri patogeni non sono molti di più. Molti dei batteri che ingeriamo transitano nell'intestino e vengono espulsi con le feci senza creare problemi di salute.
Il lactobacillus acidophilus umano specifico è un potente inibitore dei batteri patogeni poiché abbassando il pH rende impossibile la proliferazione batterica anomala. Essi costituiscono il principale componente della flora vaginale.